# Grécourt

Grécourt este o comună în departamentul Somme, Franța. În 2015 avea o populație de 20 de locuitori.